# Culebra
Culebra (vroeger: Isla Pasaje en Isla de San Idelfonso) is een eilandengroep binnen de Spaanse Maagdeneilanden en een gemeente, en maakt deel uit van Puerto Rico. Het eiland ligt ten oosten van het eiland Puerto Rico en ten noorden van Vieques.
Het gelijknamige hoofdeiland meet 11 bij 8 km. Het hoogste punt (de berg Mount Resaca) ligt op 198 m.
De archipel Culebra bestaat uit het hoofdeiland Culebra en 23 kleinere eilanden. De grootste eilanden zijn:
- Culebrita (in het oosten)
- Cayo Norte (in het noordoosten)
- Cayo Luis Peña (in het westen)

Noemenswaardige kleinere eilanden langs de kust zijn Cayo Ballena, Cayos Geniqui, Arrecife Culebrita, Las Hermanas, El Mono, Cayo Lobo, Cayo Lobito, Cayo Botijuela, Alcarraza, Los Gemelos, en Piedra Steven.
In totaal is 6 km² van de 28 km² landoppervlakte aangewezen als natuurreservaat. Toeristen bezoeken de beschermde stranden van wit koraal zand waar nesten zijn van de zeeschildpad en het beschermde koraalrif. De begroeiing van Culebra is aangepast aan de geringe neerslag met een aantal soorten cactussen. De pijlstaartrog, Anolissen en de bruine pelikaan (Pelecanus occidentalis) zijn enkele voorbeelden van de biodiversiteit van Culebra.

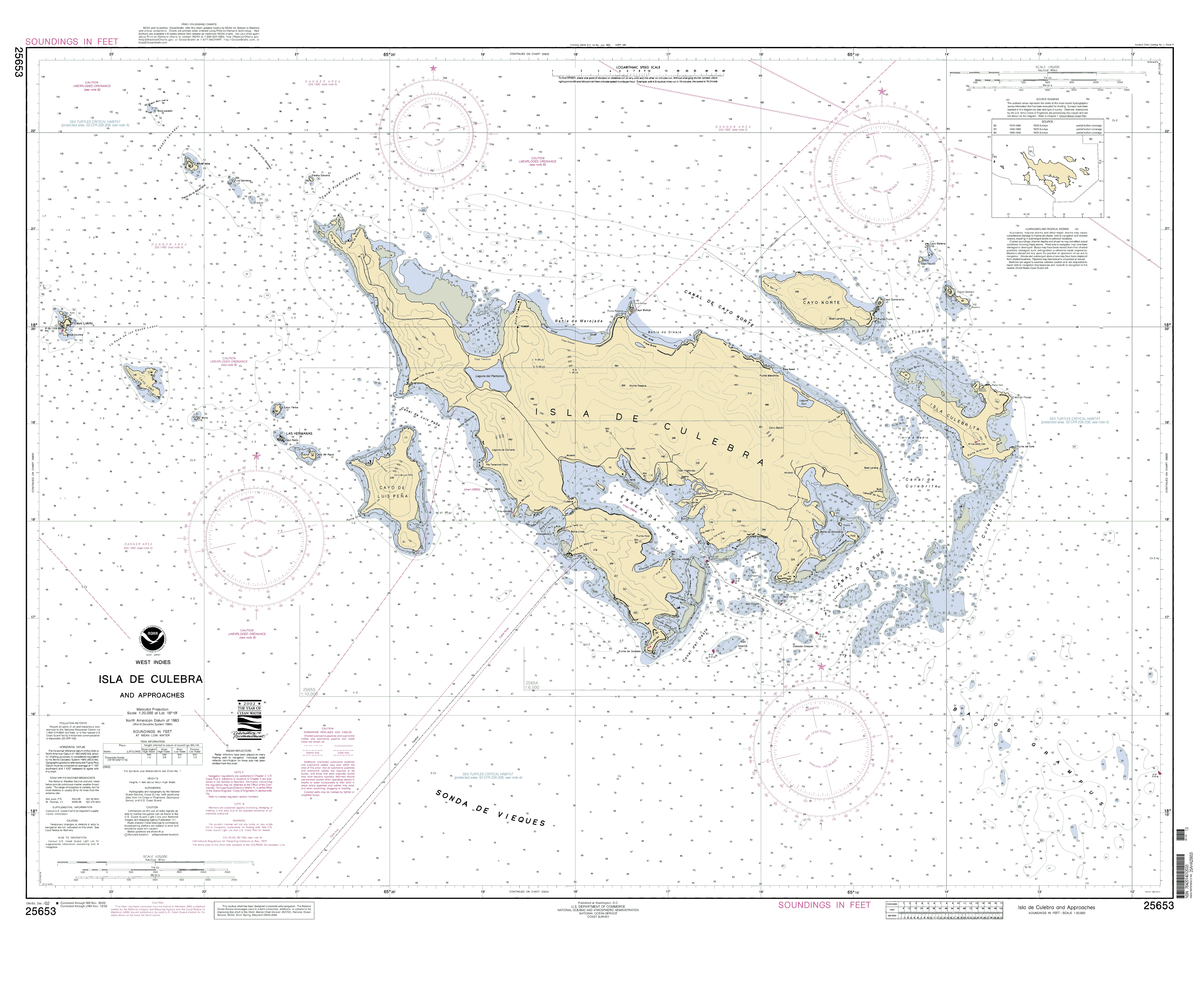
Zeekaart van de omliggende wateren

## Geboren
- Pedro Morales (1942-2019), worstelaar

Adjuntas
· Aguada
· Aguadilla
· Aguas Buenas
· Aibonito
· Añasco
· Arecibo
· Arroyo
· Barceloneta
· Barranquitas
· Bayamón
· Cabo Rojo
· Caguas
· Camuy
· Canóvanas
· Carolina 
· Cataño
· Cayey 
· Ceiba 
· Ciales
· Cidra 
· Coamo 
· Comerío
· Corozal 
· Culebra 
· Dorado 
· Fajardo
· Florida 
· Guánica 
· Guayama 
· Guayanilla
· Guaynabo
· Gurabo
· Hatillo
· Hormigueros
· Humacao
· Isabela 
· Jayuya 
· Juana Díaz
· Juncos
· Lajas 
· Lares 
· Las Marías
· Las Piedras
· Loíza
· Luquillo
· Manatí
· Maricao
· Maunabo 
· Mayagüez
· Moca
· Morovis
· Nagüabo 
· Naranjito
· Orocovis
· Patillas 
· Peñuelas 
· Ponce
· Quebradillas
· Rincón
· Río Grande
· Sabana Grande
· Salinas
· San Germán
· San Juan
· San Lorenzo
· San Sebastián
· Santa Isabel
· Toa Alta
· Toa Baja 
· Trujillo Alto
· Utuado
· Vega Alta
· Vega Baja
· Vieques
· Villalba
· Yabucoa
· Yauco